# The Survivalist (2015)
The Survivalist (englisch Der Überlebenskünstler) ist ein britischer Science-Fiction-Thriller von Stephen Fingleton, der im April 2015 beim Tribeca Film Festival seine Premiere feierte, im Februar 2016 in die englischen Kinos kam und Anfang Juli 2016 in Deutschland auf Video veröffentlicht wurde.

## Handlung
Die Entwicklung der Weltbevölkerung wird als Kurve auf einer Zeitleiste dargestellt. Eine zweite Kurve gesellt sich dazu, die die weltweite Erdölgewinnung darstellt. Beide Kurven gehen im folgenden Verlauf fast senkrecht nach oben, doch kurz nach dem Millennium bricht die Erdölkurve ein und hiernach auch die Kurve der Bevölkerungsentwicklung: Das Ende der Zivilisation ist eingeläutet.
In einer nicht allzu weit in der Zukunft liegenden Welt, in der es nur darum geht, andere zu töten oder selbst getötet zu werden, eine große Hungersnot herrscht, die Ressourcen zum Überleben knapp geworden sind und jeder Fremde eine potenzielle Gefahr darstellt, lebt der Survivalist. Abseits vom Chaos der Großstadt versucht er als Selbstversorger auf einem kleinen Landstück in Nordirland, wo er ein Stück Feld bewirtschaftet, zu überleben. Eigentlich versucht er, die feindselige Außenwelt mit seinem Gewehr und raffinierten Fallen fernzuhalten, doch als eines Tages Kathryn und ihre Tochter Milja durch Zufall sein tief im Wald gelegenes Versteck entdecken und bei ihm Unterschlupf suchen, überwindet der mittlerweile sehr einsam gewordene Überlebenskünstler sein Misstrauen gegenüber den Fremden. Sie treffen eine Vereinbarung: Sex mit ihrer Tochter im Gegenzug für Nahrung und einem Dach über dem Kopf. Der bisher zurückgezogen lebende Einsiedler sehnt sich zwar nach menschlicher Wärme und nach körperlicher Nähe, doch wird ihr Zusammenleben von einem weiterhin bestehenden Misstrauen dem anderen gegenüber geprägt. Dennoch erkennen sie auch, dass ihr Leben zu dritt unter einem Dach immer noch besser ist, als das, was in der Welt draußen auf sie lauert. Da die vorhandene Nahrung und das, was im Garten angebaut wird, auf keinen Fall für drei Personen reicht, versucht Kathryn immer wieder, ihrer Tochter Pläne zum Töten des Farmers (sein Name wird nicht genannt) nahezulegen. Inzwischen hat Milja festgestellt, dass ihre Periode ausbleibt. Milja vergiftet ihre Mutter mit Pilzen, um ihr sterben zu erleichtern tötet sie der Survivalist. Als die beiden von Fremden überfallen werden, kann Milja fliehen, während der Survivalist ihre Flucht deckt. Er wird mit einer Armbrust erschossen. In der letzten Szene bewirbt sich Milja in einer Siedlung um Aufnahme. Ob sie aufgenommen wird, bleibt offen.

## Produktion

### Stab und Besetzung
Es handelt sich beim Film um Stephen Fingletons Regiedebüt, der auch das Drehbuch schrieb. Für die Kamera konnte Damien Elliott gewonnen werden. Die Rolle des Survivalists übernahm Martin McCann, die Rollen von Kathryn und ihrer Tochter Milja wurden mit Olwen Fouéré und Mia Goth besetzt.

### Dreharbeiten

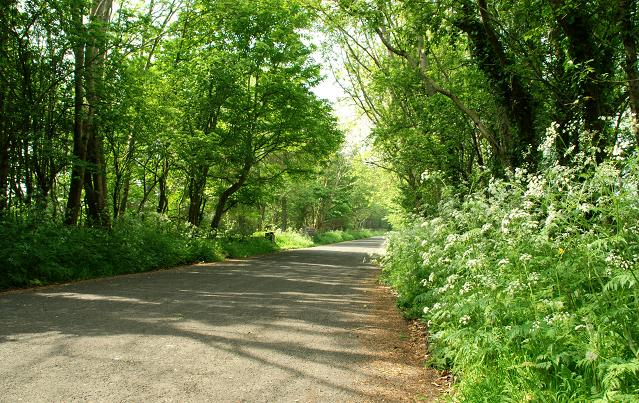
Einer der Dreh- und Handlungsorte des Films: Die Wälder von Ballymoney im County Antrim

Die Dreharbeiten fanden im Jahr 2014 in der Gegend um die Stadt Antrim und in der gleichnamigen Grafschaft in Nordirland statt, hier unter anderem in den Wäldern von Ballymoney.

### Marketing und Veröffentlichung
Im Januar 2016 wurde ein erster Trailer zum Film veröffentlicht, ein deutscher Trailer folgte im Mai 2016.
Der Film feierte am 18. April 2015 beim Tribeca Film Festival seine Premiere und kam am 12. Februar 2016 in die englischen Kinos. Im Rahmen des Fantasy Filmfestes wurde der Film im April 2016 in Kinos in München, Nürnberg, Frankfurt am Main, Hamburg, Berlin, Köln und Stuttgart vorgeführt. Der Film erschien am 1. Juli 2016 in einer deutschen Fassung bei Pierrot le Fou auf DVD, Blu-ray und als Video on Demand. Am 19. Mai 2017 wurde der Film von IFC Midnight in ausgewählte US-amerikanische Kinos gebracht und sollte dort ebenfalls als Video on Demand veröffentlicht werden.

## Rezeption

### Kritiken
Der Film konnte 96 Prozent der Kritiker bei Rotten Tomatoes überzeugen. Bei Metacritic erhielt der Film einen Metascore von 80 von 100 möglichen Punkten.
Jeannette Catsoulis von der New York Times empfindet bei The Survivalist, den sie als beeindruckend schlank und streng kontrolliert beschreibt, streckenweise den primitiven Reiz eines Stummfilms. Susanne Ostwald von der Neuen Zürcher Zeitung beschreibt den Film als „ein bis zur Kargheit nüchtern inszeniertes Werk, das nicht auf die Kraft des Dialogs, sondern eine subtil herausgearbeitete Atmosphäre des Misstrauens und Überlebenswillens baut“. Luke Ryan Baldock von thehollywoodnews.com spricht von einem eindringlichen Debütfilm, der zugleich „rücksichtsvoll und tiefgründig“ sei, bemerkt allerdings auch, dass man dem Film ansehe, dass Stephen Fingleton zuvor nur Kurzfilme gedreht habe, weil sich der Film zu langatmig anfühle, bevor es darin endlich zu einer Wendung komme. Matthew Coyle von Culture NI, einer irischen Website für Kunst und Kultur, nennt The Survivalist einen „fesselnden, hypnotischen und meisterhaften“ Debütfilm.

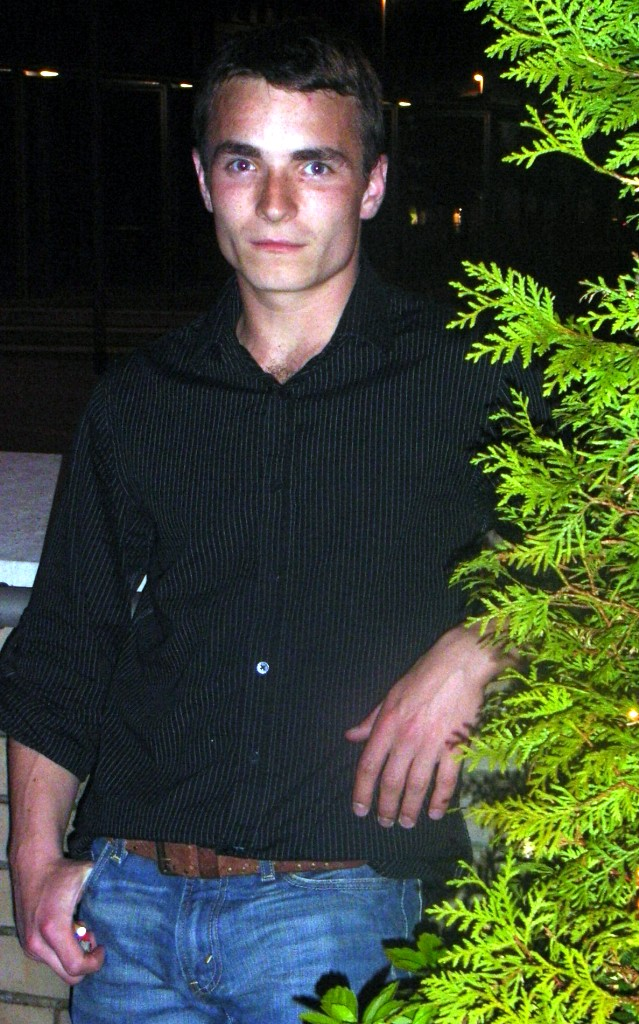
Martin McCann ist im Film in der Titelrolle zu sehen

John DeFore von The Hollywood Reporter meint, der Titel des post-apokalyptischen Filmdramas deute bereits darauf hin, wie man sich die Endzeit vorzustellen habe: „Jede Begegnung mit einem neuen Menschen erfordert ein hartes Kalkül, die Risiken gegenüber den verbundenen Vorteilen abzuwiegen, die diese mit sich bringt.“ Wegen der umherstreifenden Banden würden die drei Protagonisten im Film schließlich ermutigt, zusammenzuarbeiten, so DeFore. Fingleton konzipiere intelligent die Verwundbarkeit, die mit der Abgeschiedenheit des kleinen Hauses in den Wäldern einhergeht, so DeFore.
Vielfach hervorgehoben wurden auch die schauspielerischen Leistungen von Martin McCann, der durch seine „glaubwürdige“ und  „kompromisslose Darstellung der Titelrolle“ glänze. Luke Ryan Baldock von thehollywoodnews.com findet McCann fantastisch und es durch seinen eindringlichen Blick überflüssig mache, die Geschichte der Welt, in der der Film spielt, zu kennen.
Torsten Dewi von wortvogel.de zeigt sich vom effizienten Einsatz des Budgets des Films (von etwas weniger als 1,3 Millionen Euro) beeindruckt: „The Survivalist ist ein Minimal-Film, mit wenig Geld und primär drei Schauspielern im Wald gedreht. Es gibt keine großen Effekte, keine komplizierten Actionszenen, keinen Humor, keine direkten Genre-Elemente. Nach allen üblichen Maßstäben dürfte der Film nicht sehr spannend sein. Ist er aber. Weil er sehr präzise konstruiert ist, weil er jeder Figur spezifisch, manchmal wechselnde Motivationen gibt, weil er die Notwendigkeit von Beziehungen und Gemeinschaften vor dem Hintergrund der Apokalypse stark verdichtet, bis sich die Suspense wie ein unhörbarer Brummton durch die gesamte Laufzeit zieht.“

### Auszeichnungen (Auswahl)
Zurich Film Festival 2015
- Nominierung für das Goldene Auge als Bester internationaler Spielfilm (Stephen Fingleton)

Tribeca Film Festival 2015
- Auszeichnung als Best New Narrative Director (Besondere Erwähnung der Jury) für Stephen Fingleton
- Nominierung als Beste Filmerzählung (Stephen Fingleton)

British Independent Film Awards 2015
- Auszeichnung mit dem Douglas Hickox Award (Stephen Fingleton)
- Nominierung für den British Independent Film Award in der Kategorie Vielversprechendster Newcomer (Mia Goth)

BAFTA Awards 2016
- Nominierung für die Beste Nachwuchsleistung (Bester Debütfilm eines englischen Autors, Regisseurs oder Produzenten) für Stephen Fingleton

Irish Film and Television Award 2016
- Nominierung als Bester Film
- Nominierung als Bester Hauptdarsteller (Martin McCann)
- Nominierung als Beste Nebendarstellerin (Olwen Fouéré)
- Nominierung für die Beste Regie (Stephen Fingleton)